# Laos na Letnich Igrzyskach Paraolimpijskich 2016
Laos na Letnich Igrzyskach Paraolimpijskich 2016 w Rio de Janeiro reprezentował jeden sztangista. Był to czwarty występ reprezentacji Laosu na igrzyskach paraolimpijskich (po startach w 2000, 2008 i 2012 roku).

## Wyniki

### Podnoszenie ciężarów
Mężczyźni
| Zawodnik       | Kategoria | Wynik    | Pozycja | Źródło |
| -------------- | --------- | -------- | ------- | ------ |
| Pia Laophakdee | –49 kg    | 121,0 kg | 6       | [ 3 ]  |